# Фрея Беха Еріксен
Фрея Беха Еріксен (дан. Freja Beha Erichsen; нар. 18 жовтня 1987, Роскілле, Королівство Данія) — данська топмодель. За андрогінність і татуювання отримала прізвисько «rebel girl» («бунтарка»).

## Життєпис
Народилася у 1987 році у данському місті Роскілле у сім'ї юристів. Вона не збиралася ставати моделлю, а пропозиції, які їй надходили ще під час навчання, сприймала як підробіток на літо. Фрея хотіла займатися музикою — трохи співала, вчилася грати на кількох інструментах.
Коли Фреї було 17, її помітив працівник модельного агентства, який проїжджав повз неї на машині. Тоді ж, у 2004 році, вона підписала контракт з IMG і майже відразу почала активно працювати — вже у 2005 році вона відкривала показ Miu Miu і виходила на подіум у Парижі та Мілані для Prada і Louis Vuitton. У тому ж році вона з'явилася в першій для неї рекламної кампанії — Jil Sander.
У портфоліо Фреї Еріксен — знімання для Balenciaga, Gucci, Hugo Boss, Max Mara, Jil Sander, Calvin Klein, Roberto Cavalli, Chloe, Hermès і Chanel. Вона з'являлася на обкладинках таких журналів, як французький, японський і китайський видання Vogue, V Magazine, W, Harper's Bazaar, Eurowoman, Numero. Крім того, вона стала однією з головних героїнь фільму Les Filles en Vogue, знятого спеціально для французького Vogue.
На честь Еріксен були названі кілька речей, включаючи сумочку Freja від Jill Stuart, клатч Freja від Chloé і Freja Lace-Up Stiletto Boot with Zip Detail (шнуровані черевики на шпильці з деталями на блискавки}) від Alexander Wang.
У липні 2011 року стала 2-ю у списку «50 найкращих моделей» за версією models.com разом з Наташею Полі. Vogue Paris оголосив її однією з 30 найкращих моделей 2000-х років. Вона також названа музою Карла Лагерфельда.
Еріксен брала участь у фотографуванні для календаря Піреллі, який знімав Карл Лагерфельд. 
Вона з'явилася на одній з трьох обкладинок травневого випуску журналу Vogue UK, присвяченого до однієї з найбільш очікуваних весіль року — Весілля принца Вільяма і Кетрін Міддлтон.
У Еріксен 17 татуювань, перше з яких вона зробила у 16 років. Вона каже, що татуювання не позначаються на її роботі та легко маскуються. За контрактом Еріксен може мати стільки татуювань, скільки захоче.

## Особисте життя
Фрея Беха Еріксен — подруга Кетрін Макніл, Арізони М'юз, Еббі Лі Кершоу, Ірини Лазаряну, Крістіани Бріль, Лілі Дональдсон, Кармен Педару та Агнесс Дін. Вона слухає музику Пі Джей Х\Гарві, данського гурту Kira and the Kindred Spirits, а також Дженіс Джоплін і Джефа Баклі. 
Еріксен — лесбійка. Вона зустрічається з моделлю Ріанною Ван Ромпаї.
Живе у Нью-Йорку.